# Erythrina speciosa
Espèce
Synonymes
Erythrina reticulata
Statut de conservation UICN

 LC IUCN3.1 : Préoccupation mineure
Répartition géographique
Erythrina speciosa est une espèce de plantes à fleurs de la famille des Fabaceae. C'est un arbre originaire du Brésil et fréquemment cultivé et introduit en Afrique et en Inde,. Il est pollinisé par les abeilles et les colibris. Populairement utilisé pour le jardinage et l’aménagement paysager en raison de ses fleurs voyantes, de sa facilité de croissance et de sa petite taille.

## Taxonomie
Erythrina vient du grec erythros et signifie « rouge ».

## Description
Erythrina speciosa a des feuilles alternes verticillées, stipules, composées trifoliées ; folioles ovales à largement ovales, cartacées, brillantes sur la face adaxiale, avec des nervures primaires et secondaires proéminentes de 15 à 28 cm de long sur la face abaxiale, en plus d'inflorescences en grappes terminales courtes ; fleurs rouges, zygomorphes, dichlamydes et anisostémoneuses. L'arbre est assez ornemental lorsqu'il est en fleur. Elle fleurit de juin à septembre et la plante est complètement dépourvue de feuilles. La fructification a lieu d'octobre à novembre, mais elles restent sur l'arbre pendant encore quelques mois.

## Répartition et habitat
Cette espèce est originaire du Brésil, plus précisément des régions du Nord-Est, du Centre-Ouest, du Sud-Est et du Sud. Originaire des forêts riveraines et des plaines humides, on la trouve souvent le long des rivières et autres plans d'eau du Cerrado et de la Forêt Atlantique.

## Écologie
La pollinisation est réalisée principalement par les oiseaux nectarivores. Les fleurs d’E. speciosa constituent une source de nourriture importante pour les oiseaux, surtout en hiver dans les zones urbaines.

## Utilisation
Les graines (brun foncé) et les fleurs de cette espèce et d'autres espèces du même genre sont peut-être cytotoxiques et génotoxiques. Le genre est connu pour la bioproduction importante d'alcaloïdes, et des études plus récentes ont également révélé la présence de flavanones, d'isoflavones et de ptéropcarpanes.

## Culture
La culture d’Erythrina speciosa peut se faire par bouturage ou par propagation de graines, c'est la méthode la plus courante. En raison du fait que les graines sont en dormance physique, une méthode de scarification est normalement adoptée. Le semis peut se faire dans un sac en plastique contenant comme substrat un mélange de terre, de sable et de fumier, dans un rapport de 3:2:1.

## Galerie

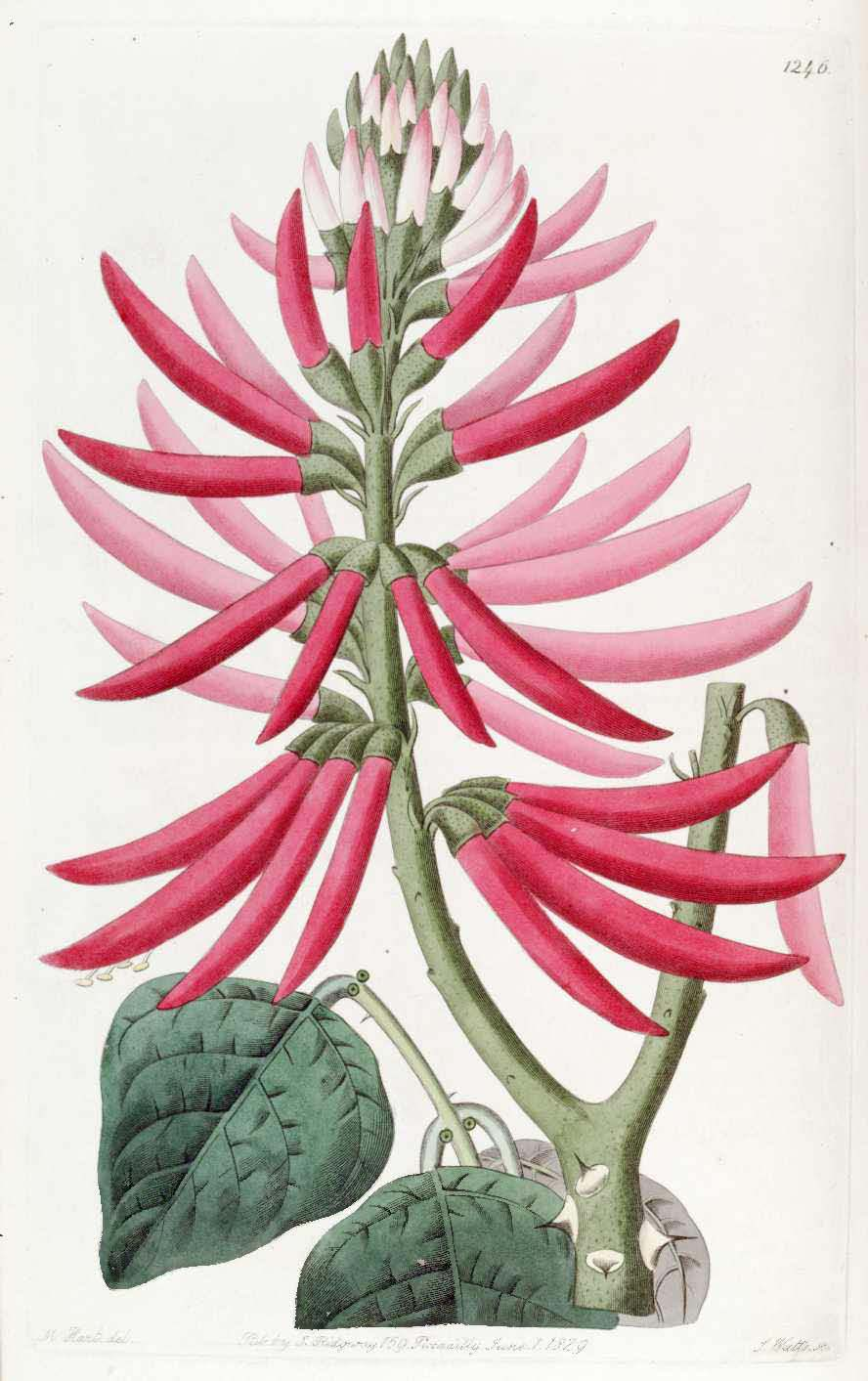
Illustration de M. Hart.
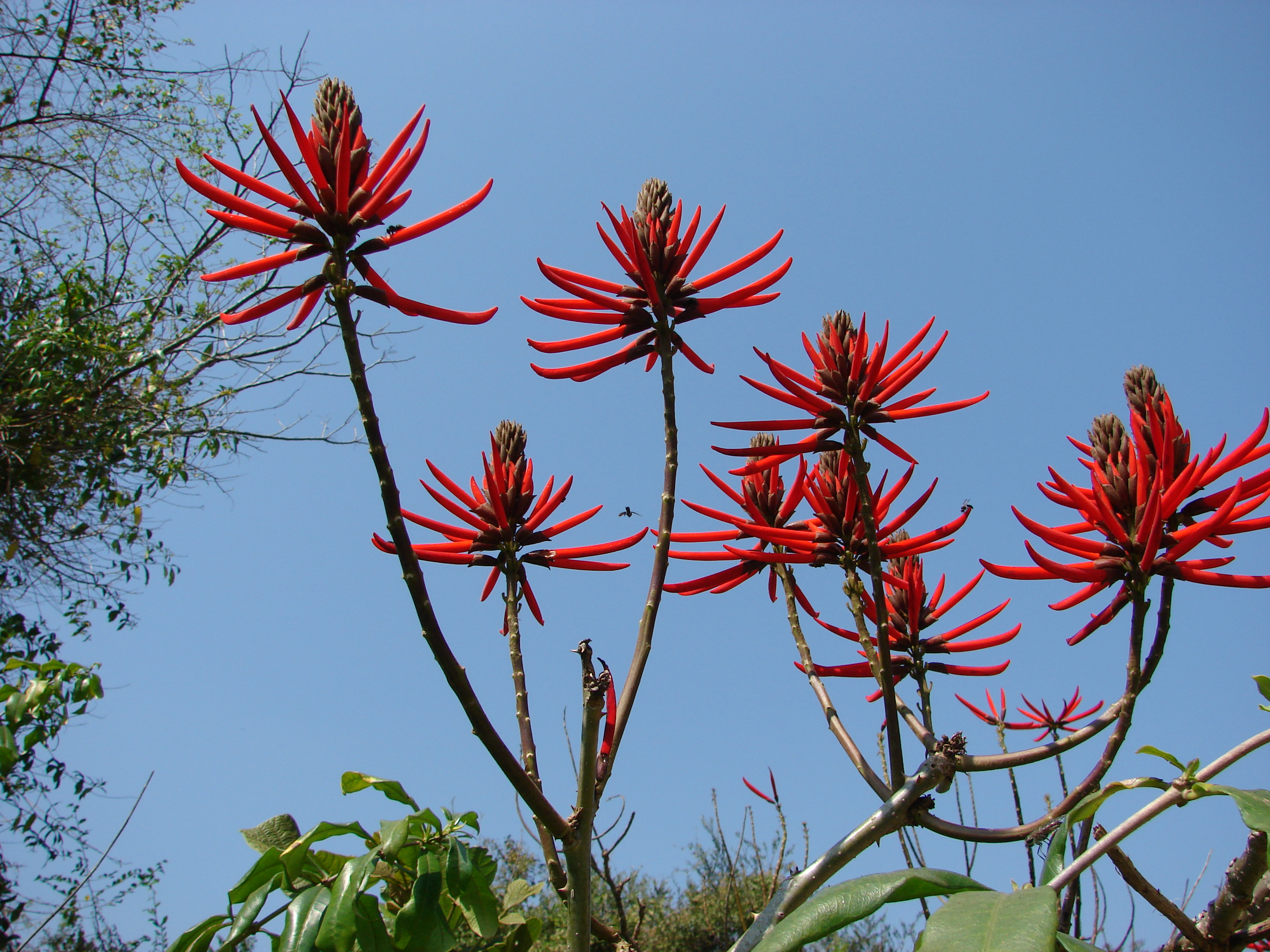
Fleurs (entourées de feuilles d'autres plantes).
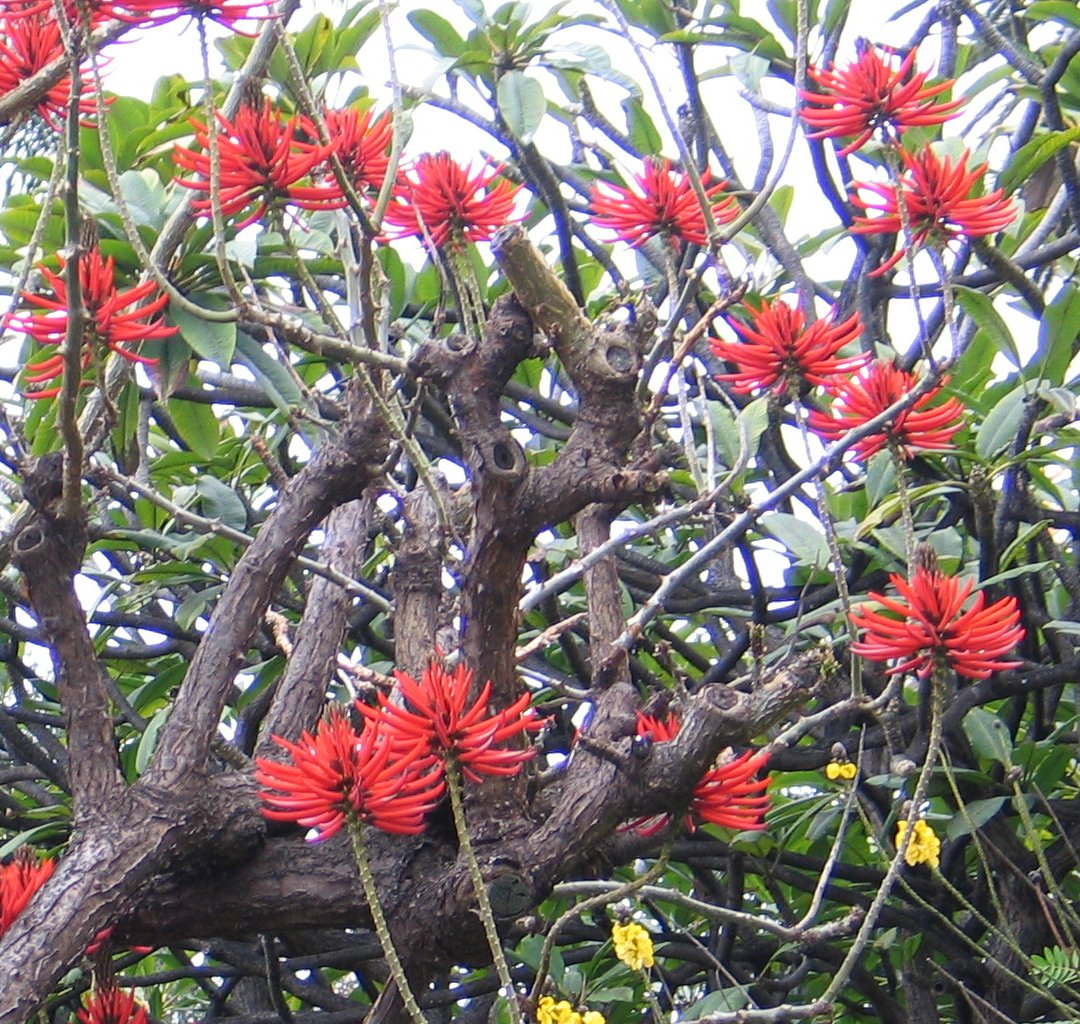
Tronc taillé à fleurs rouges.
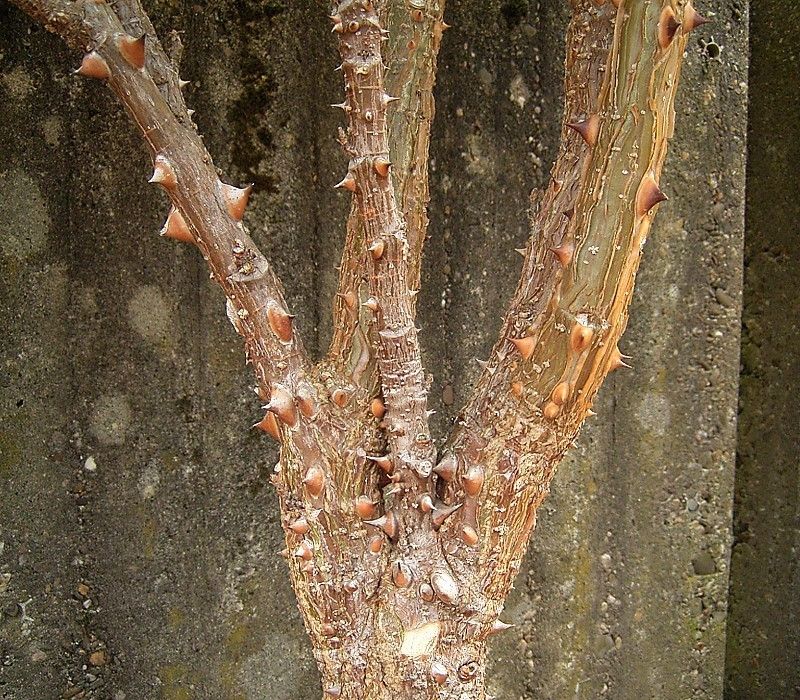
Tronc épineux.
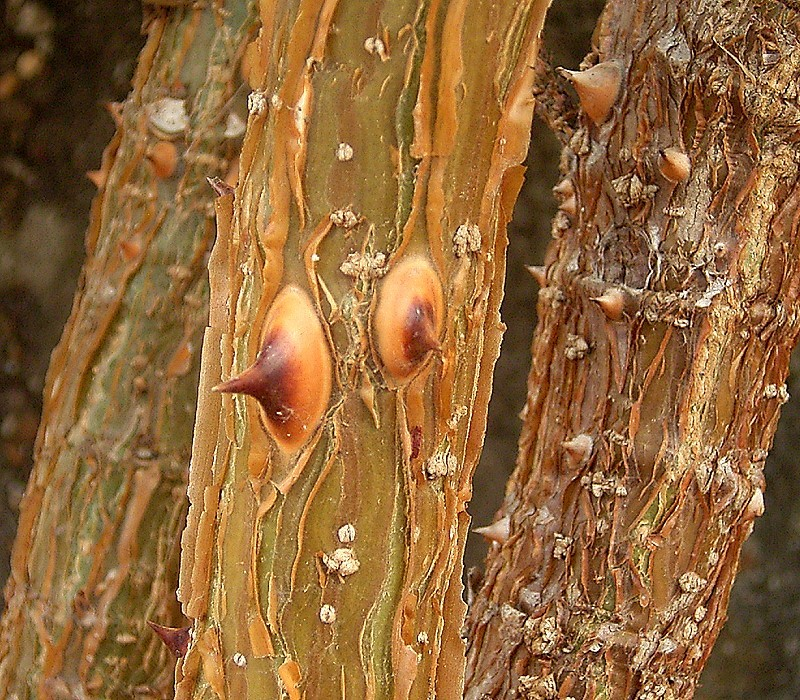
Détaille du tronc.
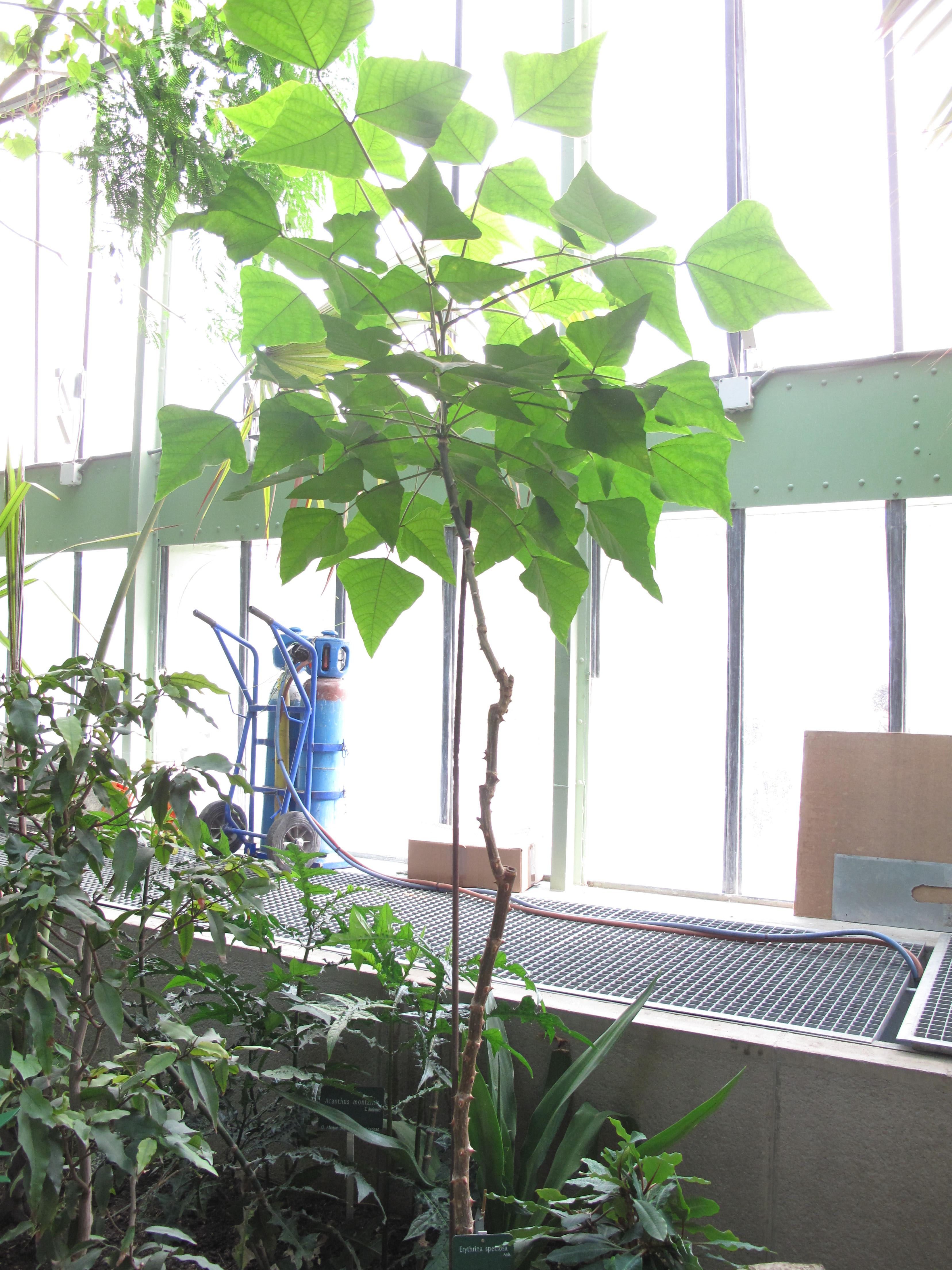
Individu au Jardin des plantes de Paris.